# دی‌دی‌او ۱۶۹
دی‌دی‌او ۱۶۹ (DDO 169) همچنین معروف به یوجی‌سی ۸۳۳۱ یک کهکشان است.